# Operazione Galoppo
Operazione Galoppo (in russo Операция Скачок – Operacija Skačok, nota anche come operazione Donbass, nelle fonti tedesche campagna del Donec) era il nome in codice assegnato dall'Armata Rossa sovietica alla nuova offensiva sferrata a partire dal 29 gennaio 1943 nel settore del Donec, durante la seconda guerra mondiale sul Fronte orientale, contemporanea alla operazione Stella.
Dopo le continue vittorie sovietiche a partire dall'accerchiamento delle truppe tedesche nella sacca di Stalingrado, Stalin e lo Stavka, ritennero possibile ottenere una vittoria strategica definitiva continuando senza interruzione l'offensiva nel settore meridionale del fronte con l'obiettivo di raggiungere il Dnepr e il Mare d'Azov, tagliando fuori in questo modo tutte le armate tedesche in ritirata dalla regione del Donbass e dal Caucaso. 
La manovra strategica, affidata al comando del generale Nikolaj Vatutin, ebbe inizialmente successo e i carri armati sovietici giunsero il 21 febbraio 1943 a pochi chilometri dalle rive del Dnepr a Zaporož'e; a questo punto, tuttavia, logorate dalle difficoltà logistiche e dalle perdite, le unità meccanizzate di punta sovietiche furono colte di sorpresa dalla controffensiva delle Panzerdivision tedesche e dovettero ripiegare dietro il Donec.
L'imprevista sconfitta e la successiva disfatta nella terza battaglia di Char'kov, fecero comprendere a Stalin che la Wehrmacht tedesca, nonostante le sconfitte dell'inverno, era ancora una forza potente, impossibile da sconfiggere con una sola grande battaglia decisiva.

## Storia

### Fronte orientale, inverno 1942-1943
L'inizio dell'anno 1943 sul Fronte orientale era stato caratterizzato da una serie quasi ininterrotta di vittorie dell'Armata Rossa: mentre il raggruppamento tedesco del generale Friedrich Paulus, accerchiato nella grande sacca di Stalingrado fin dal 23 novembre 1942, stava subendo dal 10 gennaio 1943 l'attacco finale delle truppe sovietiche che si sarebbe concluso il 2 febbraio 1943 con la resa dei superstiti della 6. Armee, il Gruppo d'armate A del feldmaresciallo Ewald von Kleist, spintosi durante l'estate in profondità nel Caucaso, stava battendo in ritirata a partire dal 30 dicembre 1942 per evitare di essere tagliato fuori e distrutto dalle armate sovietiche che avanzavano dalla prima settimana di gennaio dal Kuban' e da Kotel'nikovo in direzione di Rostov sul Don.

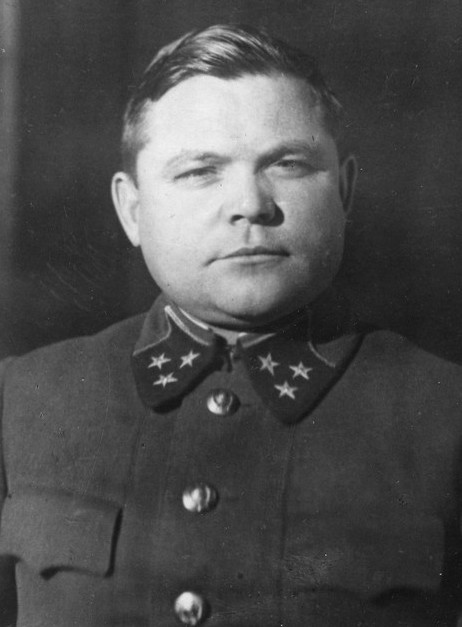
Il generale Nikolaj Vatutin, comandante del Fronte Sud-Occidentale.

Il fronte dell'Asse inoltre era crollato soprattutto a nord, sul medio corso del Don, dopo la disfatta delle armate italiane, dal 16 dicembre 1942 nell'operazione Piccolo Saturno, e di quelle ungheresi dal 12 gennaio 1943 nell'offensiva Ostrogožsk-Rossoš'; il Gruppo d'armate B del generale Maximilian von Weichs era stato praticamente distrutto, mentre il Gruppo d'armate Don del generale Erich von Manstein doveva contemporaneamente difendere il basso corso del Don, per proteggere l'accesso all'importante area mineraria e industriale del Donbass, e la regione a sud del Don, per coprire Rostov e permettere il deflusso del Gruppo d'armate A in ritirata dal Caucaso. 
Di fronte a questa serie impressionante di vittorie, al crollo di intere armate nemiche e all'evidenza dello sgretolamento del fronte dell'Asse, Stalin e lo Stavka ritennero possibile continuare audacemente le operazioni offensive ed estendere il settore d'attacco con l'obiettivo finale di distruggere tutte le forze tedesche e alleate nel settore meridionale del Fronte orientale entro la fine dell'inverno 1943; una vittoria di queste proporzioni, con l'annientamento previsto di circa 75 divisioni nemiche, avrebbe deciso l'esito della guerra in un colpo solo. Stalin e i suoi generali inoltre pianificavano anche grandi offensive nei settore centrale e settentrionale del Fronte orientale per raggiungere decisivi risultati strategici anche in queste regioni. 
Questa gigantesca offensiva venne affidata a sud del Don al Fronte Meridionale del generale Rodion Malinovskij, mentre a nord, sul basso e medio corso del Don, al Fronte di Voronež del generale Filipp Golikov e al Fronte Sud-Occidentale del generale Nikolaj Vatutin. La missione più importante sarebbe stata assegnata alle armate del generale Vatutin che dalla regione di Starobelsk sarebbe avanzato con le sue forze mobili in direzione sud-ovest su Slavjansk e poi direttamente su Mariupol', tagliando fuori e schiacciando contro la costa del Mar d'Azov tutte le forze tedesche del feldmaresciallo von Manstein, in combattimento nel Donbass, e del feldmaresciallo von Kleist, in ritirata dal Caucaso verso i ponti di Rostov. 
Contemporaneamente all'offensiva principale del generale Vatutin, il Fronte di Voronež avrebbe attaccato più a nord per sbaragliare i resti del Gruppo d'armate B del generale von Weichs e liberare le grandi città strategiche di Kursk e Char'kov, mentre il Fronte meridionale del generale Malinovskij avrebbe raggiunto Rostov e proseguito lungo la costa sempre in direzione di Mariupol'. L'offensiva del generale Golikov, prevista per il 6 febbraio 1943, ricevette il nome in codice di Operazione Stella (Operacija Zvezda); la grande marcia del generale Vatutin, che avrebbe avuto inizio il 29 gennaio, invece sarebbe stata l'Operacija Skačok, "Operazione Galoppo".

### La grande avanzata
Il generale Vatutin aveva dimostrato audacia e determinazione guidando i suoi carri armati nell'operazione Urano che aveva portato all'accerchiamento della 6. Armee a Stalingrado; subito dopo si era ancora distinto per energia e spirito offensivo durante l'operazione Piccolo Saturno, avanzando in profondità fino agli aeroporti tedeschi che rifornivano la sacca; la sua nuova missione, l'operazione Galoppo, era ancora più ambiziosa e difficile. Il 6 febbraio inoltre i compiti assegnati al Fronte Sud-Occidentale dalla nuova direttiva generale dello Stavka, furono molto ampliati e comprendevano, oltre all'avanzata a sud-ovest su Slavjansk e poi Mariupol', una seconda spinta contemporanea verso la linea del Dnepr tra Zaporož'e e Dnepropetrovsk, per prevenire una possibile ritirata generale tedesca a ovest del grande fiume; infine la direttiva prescriveva al generale Vatutin anche di chiudere gli accessi alla Crimea nell'istmo di Perekop e sul Sivaš. Tutte le forze tedesche nel Donbass sarebbero state isolate e distrutte, e il Fronte Sud-Occidentale avrebbe raggiunto il Dnepr tra Kremenčuk e Nikopol'. Le direttive dello Stavka ampliavano gli obiettivi strategici anche degli altri raggruppamenti sovietici e in realtà sembravano confermare che, secondo l'alto comando, i tedeschi non avrebbero opposto forte resistenza e che quindi bisognava inseguirli a distanza ravvicinata senza dare respiro per raggiungere prima del disgelo primaverile una linea estesa tra Černihiv e Cherson.
Il Fronte Sud-Occidentale schierava per l'operazione Galoppo quattro armate e un "gruppo mobile", appositamente costituito con quattro corpi corazzati, due brigate corazzate indipendenti e tre divisioni di fucilieri e messo al comando del generale Markian Popov; la 17ª Armata aerea con circa 300 aerei supportava le operazioni del Fronte. In totale il generale Vatutin disponeva di 29 divisioni di fucilieri, sei corpi corazzati, un corpo meccanizzato, un corpo di cavalleria e tre brigate corazzate indipendenti, con circa 325 000 soldati e 360 mezzi corazzati. Il raggruppamento mobile del generale Popov aveva 137 carri armati in totale e avrebbe dovuto avanzare in profondità per condurre a termine la manovra aggirante sulla direttrice Slavjansk, Volnovacha, Mariupol', tagliando la ritirata alle truppe tedesche in combattimento nel Donbass. I piani del generale Vatutin prevedevano che la 1ª Armata della Guardia del generale Vasilij Kuznecov sarebbe avanzata verso Krasnyj Lyman, sfruttando lo sfondamento del "gruppo mobile", mentre sulla destra la 6ª Armata del generale Charitonov avrebbe marciato da Starobil's'k su Balaklija e Krasnograd per coprire il fianco del gruppo principale contro possibili interferenze tedesche provenienti dalla regione di Poltava e Char'kov. l'ala sinistra del Fronte Sud-Occidentale, la 3ª Armata della Guardia del generale Dmitrij Leljušenko e la 5ª Armata corazzata, avrebbe attaccato in forze sulla linea del Donec in direzione dell'importante centro industriale di Vorošilovgrad, per tenere impegnate le forze tedesche.

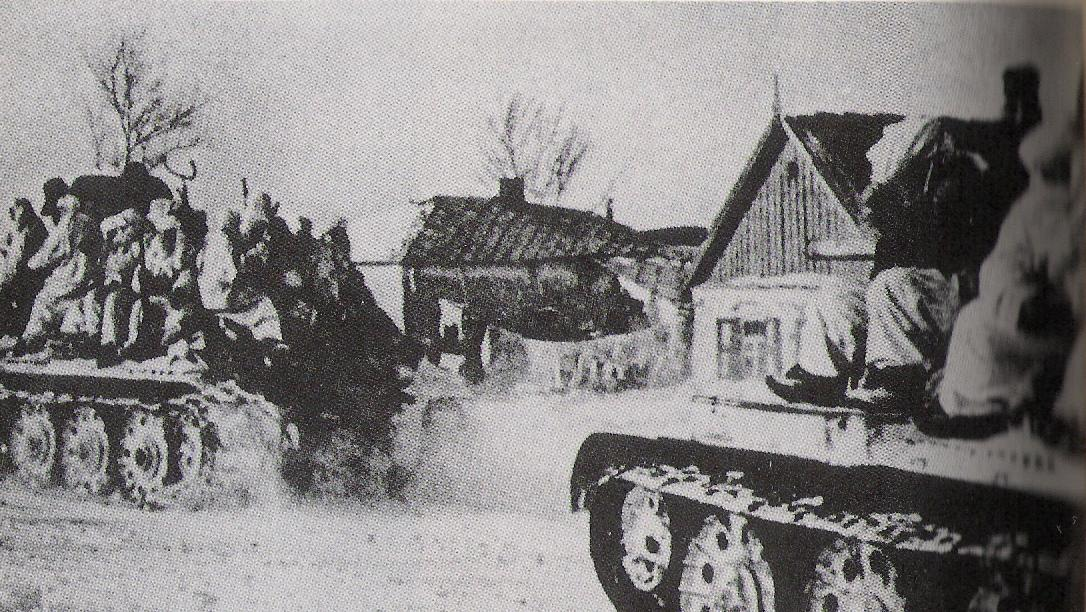
Carri armati sovietici T-34 con fucilieri in tuta mimetica, avanzano nell'inverno 1942-43.

Le forze tedesche in combattimento in questo settore del fronte, dopo le continue sconfitte, erano particolarmente deboli e disarticolate; essendosi disgregate le armate italiana e ungherese, le linee erano solo debolmente presidiate da gruppi tedeschi isolati che cercavano di controllare i centri più importanti. Il Gruppo d'armate B era in attesa dell'arrivo dei rinforzi promessi dall'OKH per poter stabilizzare la situazione tra Kursk e Char'kov, mentre più a sud si trovava il cosiddetto "Distaccamento Fretter-Pico", con tre esauste divisioni di fanteria, la 19. Panzer-Division e la 27. Panzer-Division con solo 22 mezzi corazzati in totale. Lungo il Donec si trovava il "Distaccamento Hollidt", dipendente dal Gruppo d'armate Don, che cercava di difendere Vorošilovgrad e mantenere il collegamento sulla sinistra con il "Distaccamento Fretter-Pico" con deboli reparti di fanteria e due Panzerdivision ancora forti, la 6. Panzer-Division e 7. Panzer-Division con circa 110 mezzi corazzati in totale. Il feldmaresciallo von Manstein doveva combattere contemporaneamente anche a sud del Don dove la 4. Panzerarmee del generale Hermann Hoth cercava di difendere il più a lungo possibile Rostov per dare tempo alla 1. Panzerarmee del generale Eberhard von Mackensen del Gruppo d'armate A, di completare la ritirata dal Caucaso e passare a nord del fiume. 
Il feldmaresciallo von Manstein sperava di poter completare al più presto la ritirata delle truppe tedesche attraverso Rostov e di poter quindi rafforzare il suo schieramento facendo ripassare a nord del Don sia la 1. Panzerarmee che la 4. Panzerarmee, che si sarebbero inserite a sinistra del "Distaccamento Hollidt" riprendendo il collegamento sulla sinistra con il Gruppo d'armate B e sbarrando la strada alle colonne corazzate sovietiche. Questi complessi movimenti erano ancora in corso quando ebbe inizio, il 29 gennaio 1943, l'offensiva del Fronte Sud-Occidentale del generale Vatutin.
L'attacco dell'ala destra del Fronte Sud-Occidentale ebbe rapidamente successo e le armate avanzarono incontrando scarsa resistenza; il comando tedesco in quel settore non disponeva quasi di truppe e non poté impedire i progressi sovietici; il 6 febbraio la 6ª Armata liberò facilmente Balaklija e Izjum che era considerata "la porta posteriore del Donbass", e due giorni dopo, l'8 febbraio, intercettò l'importantissima linea ferroviaria Char'kov-Lozovaja. I soldati della 6ª Armata erano avanzati di quasi 150 chilometri in pochi giorni e proseguirono senza pause verso Krasnograd e Novomoskovs'k. Contemporaneamente anche la 1ª Armata della Guardia era avanzata con successo raggiungendo e liberando Lozovaja l'11 febbraio e mantenendo il collegamento con il "gruppo mobile" del generale Popov" alla sua sinistra. L'avanzata decisiva secondo i piani del generale Vatutin, era quella delle forze corazzate del "gruppo mobile" del generale Popov che il 3 febbraio si erano lanciate in avanti sulla direttrice strategica Slavjansk-Stalino-Mariupol', con l'obiettivo finale la costa del Mar d'Azov per tagliare fuori tutto lo schieramento meridionale tedesco. 
Il feldmaresciallo von Manstein era pienamente consapevole del pericolo; egli infatti cercava di consolidare le sue forze sulla linea Slavjansk-Taganrog e riposizionava in fretta le sue riserve corazzate per impedire la pericolosa manovra del "gruppo mobile" sovietico; il 4 febbraio 1943 i carri armati sovietici si avvicinarono a Slavjansk, ma i tedeschi stavano concentrando in questo settore il 3º Panzerkorps del generale Hermann Breith con tre Panzerdivision, e il 40º Panzerkorps del generale Sigfrid Henrici con la 11. Panzer-Division e la Divisione SS "Wiking", appena arrivate dal settore di Rostov, e contrattaccarono. La battaglia nella regione di Slavjansk tra le Panzerdivision e il "gruppo mobile" del generale Popov si prolungò con esito alterno fino al 10 febbraio; gli attacchi diretti su Slavjansk del 3º Corpo corazzato e del 4º Corpo corazzato della Guardia furono respinti dall'intervento della 7. Panzer-Division, e quindi il 4º Corpo corazzato della Guardia al comando del generale Pavel Pavlovič Polubojarov, effettuò una rischiosa manovra aggirante proseguendo ancora più in profondità direttamente verso Krasnoarmejsk e l'11 febbraio entrò nella città, superando la resistenza della 11. Panzer-Division e mettendo in pericolo le retrovie tedesche. Dal 12 al 14 febbraio il feldmaresciallo von Manstein tentò ancora di contrattaccare il "gruppo mobile" del generale Popov, ma i tentativi prima della SS "Wiking" poi della 7. e della 11. Panzer-Division a Krasnoarmejsk contro il 4º Corpo corazzato della Guardia isolato, non ebbero successo; il 16 febbraio 1943 gli altri corpi carri del "gruppo mobile", il 3º Corpo corazzato, il 10º Corpo corazzato e il 18º Corpo corazzato, riuscirono a riprendere contatto con 4º Corpo corazzato della Guardia. 

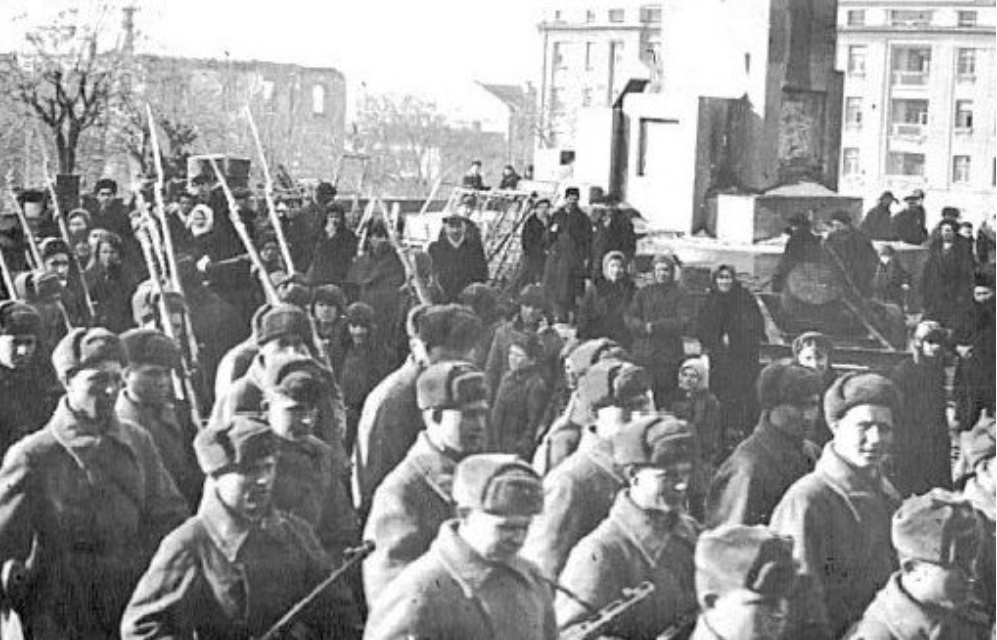
I soldati dell'Armata Rossa entrano a Vorošilovgrad il 14 febbraio 1943.

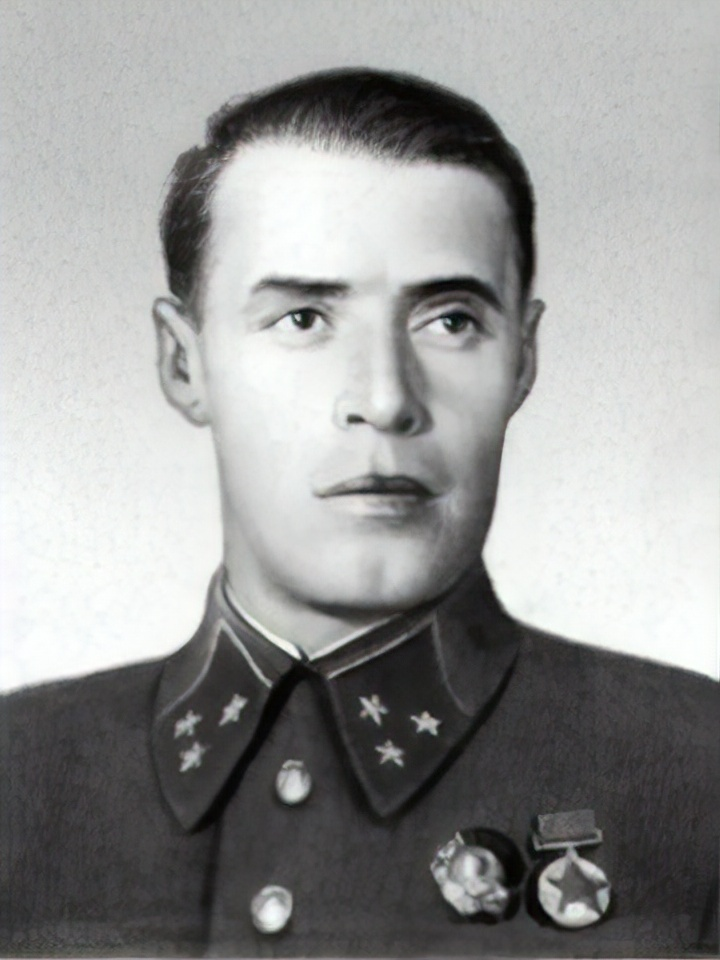
Il generale Markian Popov, comandante del "gruppo mobile" del Fronte Sud-occidentale.

Mentre il "gruppo mobile" combatteva le accanite battaglie contro le Panzerdivision, molti altri avvenimenti si erano verificati lungo tutto il fronte. Fin dal 7 febbraio la 1. Panzerarmee aveva completato la ritirata dal Caucaso attraversando il Don ai ponti di Rostov e risalendo subito verso nord per affrontare la 1ª Armata della Guardia e il "gruppo mobile" sovietici; il feldmaresciallo von Manstein quindi poté evacuare Rostov e riportare a settentrione del Don anche la 4. Panzerarmee. Il comandante del Gruppo d'armate Don aveva incontrato Adolf Hitler il 6 febbraio ed era riuscito, dopo estenuanti discussioni, a far approvare i suoi piani che prevedevano di evacuare il Donbass orientale, far ripiegare il "Distaccamento Hollidt" sulla linea difensiva del fiume Mius e trasferire la 4. Panzerarmee sull'ala nord, a sinistra della 1. Panzerarmee per estendere il suo schieramento e sbarrare la strada per il Dnepr entrando in collegamento con i resti del Gruppo d'armate B. Mentre i tedeschi iniziavano le manovre per eseguire questi piani, il 14 febbraio 1943 il Fronte Meridionale del generale Malinovskij finalmente completò la liberazione di Rostov e quindi risalì lungo la costa del Mar d'Azov per attaccare il "Distaccamento Hollidt" e collaborare con il Fronte Sud-Occidentale.
Lo stesso giorno della liberazione di Rostov, il 14 febbraio, l'ala sinistra del Fronte Sud-Occidentale del generale Vatutin raggiunse un altro brillante successo; dopo aver sfondato le linee del "Distaccamento Hollidt", la 3ª Armata della Guardia del generale Leljušenko avevano raggiunto Vorošilovgrad dove i tedeschi avevano costituito un centro di resistenza. Dopo combattimenti accaniti nella cintura fortificata e anche dentro l'area urbana i sovietici liberarono l'importante città industriale; da Vorošilovgrad i sovietici continuarono verso ovest verso la linea Gorskoe-Astachovo. 
Alla metà del mese di febbraio le vittorie dell'Armata Rossa sembravano decisive e la possibilità di tagliare fuori e distruggere tutto l'esercito tedesco a sud sembrava sempre più concreta; il 16 febbraio 1943 le armate del Fronte di Voronež del generale Golikov, impegnate nell'operazione Stella, raggiunsero una clamorosa vittoria liberando la grande città di Char'kov e sconfiggendo il II SS-Panzerkorps, appena arrivato da occidente su ordine di Hitler e subito inviato a stabilizzare il fronte sull'ala sinistra del Gruppo d'armate Don. Il 17 febbraio il generale Golikov, consultato dallo Stavka dopo la vittoria, si mostrò ottimista e affermò di essere in grado di supportare l'offensiva del generale Vatutin, proseguendo subito la sua avanzata in direzione di Poltava e Kremenčuk. Il generale Vatutin era ancor più fiducioso: fin dal 12 febbraio aveva ulteriormente ampliato i suoi obiettivi: i nuovi piani del Fronte Sud-Occidentale prevedevano che la 6ª Armata puntasse su Zaporoze e poi Melitopol, che il "gruppo mobile" del generale Popov attaccasse da nord verso Stalino e poi fino a Mariupol' e che, mentre la 1ª Armata della Guardia avrebbe coperto Slavjansk, le sue armate dell'ala sinistra avanzassero da est sempre su Stalino in collaborazione con le armate del Fronte Meridionale del generale Malinovskij.

### Verso il Dnepr

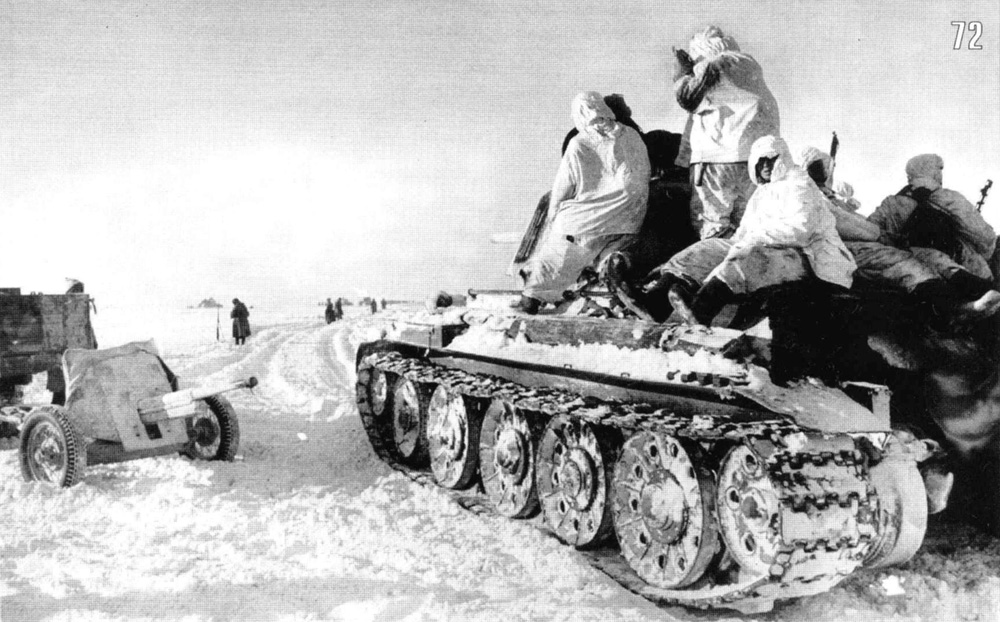
Carri armati e fucilieri sovietici in movimento nelle neve.

Il generale Vatutin riteneva che la cosa più importante fosse fare in fretta e avanzare con la massima audacia e rapidità possibile, per arrivare alla linea del Dnepr prima dell'inizio del disgelo che avrebbe intralciato tutte le operazioni con mezzi motorizzati, prima del totale esaurimento delle risorse umane e materiali delle sue armate e prima del rafforzamento dello schieramento tedesco. Egli non prese nella giusta considerazione le difficoltà di una operazione così vasta e ambiziosa; il rifornimento delle sue truppe nel rigido clima invernale era già molto difficile e sarebbe ulteriormente peggiorato sulle lunghe distanze da percorrere; il territorio era completamente devastato dalla politica di terra bruciata praticata sistematicamente dai tedeschi. I mezzi corazzati del Fronte Sud-occidentale inoltre era ormai molto logorati; il 16 febbraio erano ancora disponibili nella riserva in tutto solo 267 mezzi corazzati; la 6ª Armata aveva 11 carri armati, mentre il "gruppo mobile" del generale Popov era sceso a 13 000 soldati e soli 53 carri armati suddivisi nei suoi quattro corpi corazzati. Il generale Vatutin decise di concentrare la massima potenza offensiva sull'ala destra, dove la 6ª Armata del generale Charitonov, formata dal 15º Corpo fucilieri e del 4º Corpo fucilieri della Guardia, venne rinforzata con il "gruppo mobile" della riserva del Fronte, costituito dal 25º Corpo corazzato, dal 1º Corpo corazzato della Guardia e dal 1º Corpo di cavalleria della Guardia, con 150 carri armati in totale. L'obiettivo della 6ª Armata, che il 17 febbraio era arrivata a Pavlograd e aveva liberato la città in collaborazione con i partigiani sovietici, erano i ponti del Dnepr a Zaporož'e e Dnepropetrovsk.
La rischiosa decisione del generale Vatutin di continuare ed estendere la sua avanzata aveva l'approvazione del comando supremo sovietico; la notte dell'11 febbraio Stalin aveva confermato le direttive per il Fronte Sud-Occidentale che prevedevano di impedire la ritirata delle forze tedesche sul Dnepr attraverso Zaporož'e e Dnepropetrovsk e tagliare fuori il nemico avanzando verso la Crimea e bloccando l'istmo di Perekop. I piani dello Stavka e del generale Vatutin tuttavia si basavano su una sopravalutazione della potenza delle armate sovietiche del Fronte Sud-Occidentale e sulle valutazione completamente errate del servizio informazioni riguardo alle intenzioni operative dei tedeschi; ritenendo che la armate tedesche nel settore meridionale fossero in rapida ritirata, il generale Vatutin credette che le sue forze, per quanto indebolite e logorate dalle continue avanzate e battaglie, fossero ancora sufficienti per inseguire il nemico e raggiungere gli obiettivi indicati dall'alto comando.

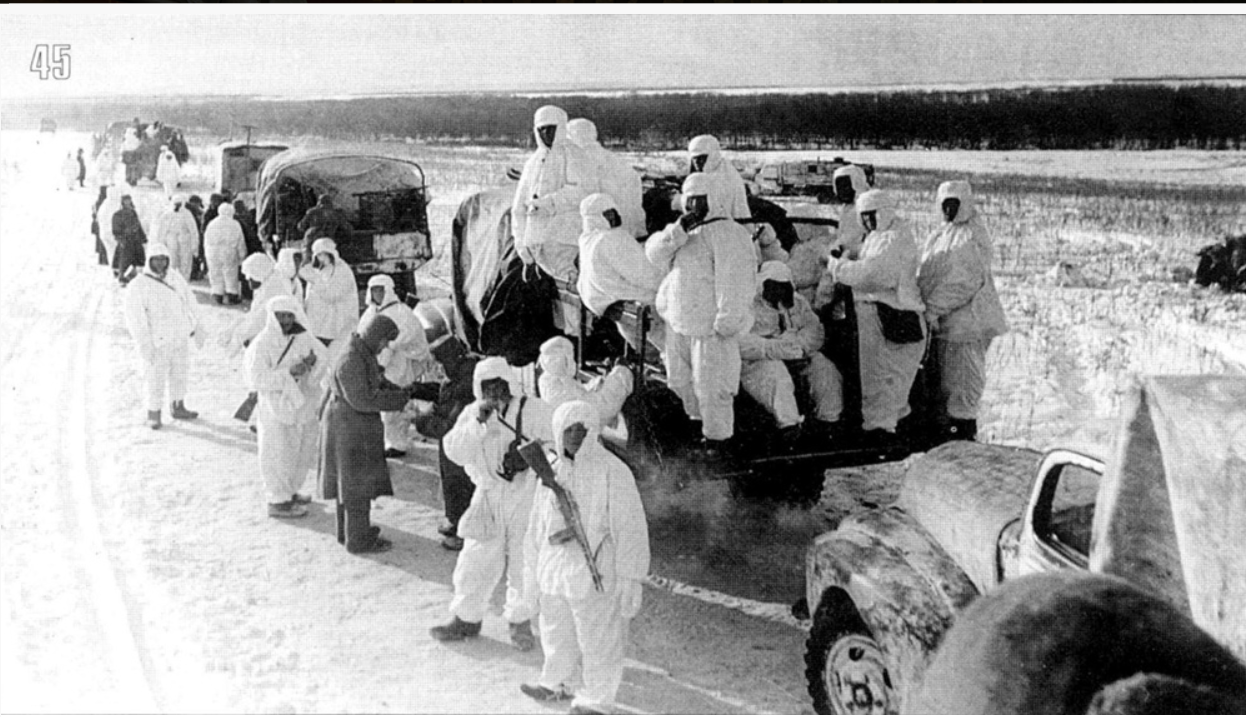
Truppe meccanizzate sovietiche, pesantemente equipaggiate per l'inverno, avanzano durante l'operazione Galoppo.

In realtà i comandi sovietici erano informati correttamente sulla presenza di grandi movimenti di truppe motorizzate tedesche; il 17 febbraio 1943 il servizio informazioni del Fronte Sud-Occidentale aveva riferito di raggruppamenti tedeschi nella regione di Krasnograd e in quella di Krasnoarmejvsk, mentre il 19 e il 20 febbraio la ricognizione aerea sovietica segnalò la presenza di forze meccanizzate della Wehrmacht in movimento verso Dnepropetrovsk e confermò le concentrazioni di "quelli che sembravano carri armati" nell'area di Krasnograd e Krasnoarmejvsk. Gli ufficiali responsabili dello stato maggiore del Fronte Sud-Occidentale, generale Rogov, generale Varennikov e generale Ivanov, ritennero che le colonne meccanizzate in movimento verso Dnepropetrovsk confermavano "la continua ritirata del nemico dal Donbass verso il fiume Dnepr" e che le concentrazioni di carri armati tedeschi individuate a Krasnograd e Krasnoarmejvsk, ai due lati del fronte d'attacco principale sovietico, fossero solo delle forze di copertura per proteggere la ritirata generale. Il generale Vatutin condivideva queste valutazioni dei suoi ufficiali, e il 21 febbraio arrivarono ulteriori rassicurazioni da Mosca, dove il generale Bogoljubov, il vice-capo di stato maggiore generale incaricato personalmente da Stalin di chiarire meglio quale fosse la situazione tattica nel Donbass, apprese che anche gli alti ufficiali del Fronte Meridionale ritenevano che le truppe tedesche stessero abbandonando il Donbass.
Di conseguenza il generale Vatutin continuò la sua offensiva con la massima decisione; la notte del 19 febbraio egli aveva telefonato al generale Popov incitandolo a riprendere l'avanzata del "gruppo mobile" verso Stalino e Mariupol' ed "eseguire a tutti i costi il compito assegnato"; il 20 febbraio il comando del Fronte Sud-occidentale confermò anche gli ordini per la 6ª Armata e il "gruppo mobile" della riserva. Il comando del Fronte Sud-Occidentale non tenne conto neppure delle crescenti difficoltà logistiche, dovute alla carenza di mezzi motorizzati e all'inizio del disgelo, che intralciavano sempre più i rifornimenti di equipaggiamento e carburante. Il 19 febbraio il Fronte Sud-Occidentale quindi riprese la sua offensiva a partenza dalla linea raggiunta compresa da Zmeiv, a est di Krasnograd, a Novomoskovs'k, Slavjansk, Krasnoarmejvsk, Gorskoe, mentre contemporaneamente il Fronte di Voronež del generale Golikov avanzava da Char'kov verso ovest e il Fronte Meridionale combatteva sulla linea del Mius e costituiva una prima testa di ponte a Matveev-Kurgan. 
Nella realtà le colonne meccanizzate tedesche in movimento e le concentrazioni di carri armati individuate dagli aerei da ricognizione sovietici, non indicavano affatto l'intenzione della Wehrmacht di ritirarsi dal Donbass ma al contrario si trattava delle Panzerdivision che il feldmaresciallo von Manstein stava abilmente riposizionando per sferrare una controffensiva di grandi dimensioni e cambiare completamente l'esito della battaglia tra Donec e Dnepr.

### La controffensiva tedesca

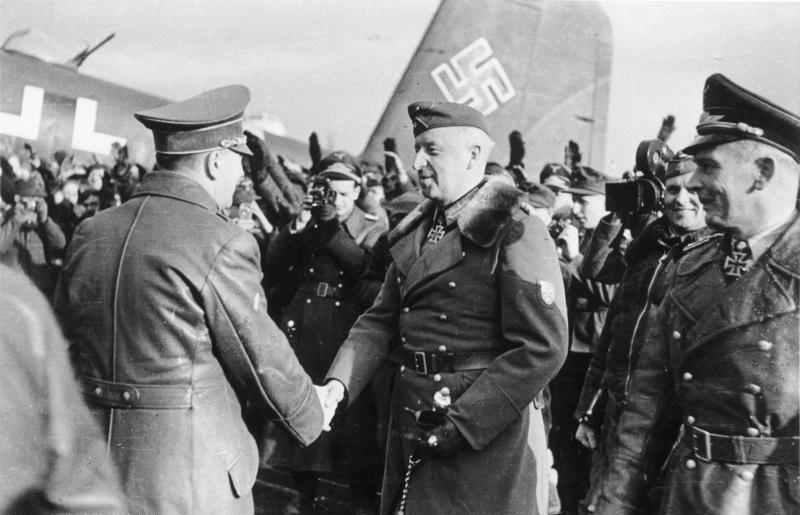
Il feldmaresciallo Erich von Manstein incontra Hitler al suo quartier generale di Zaporož'e il 17 febbraio 1943.

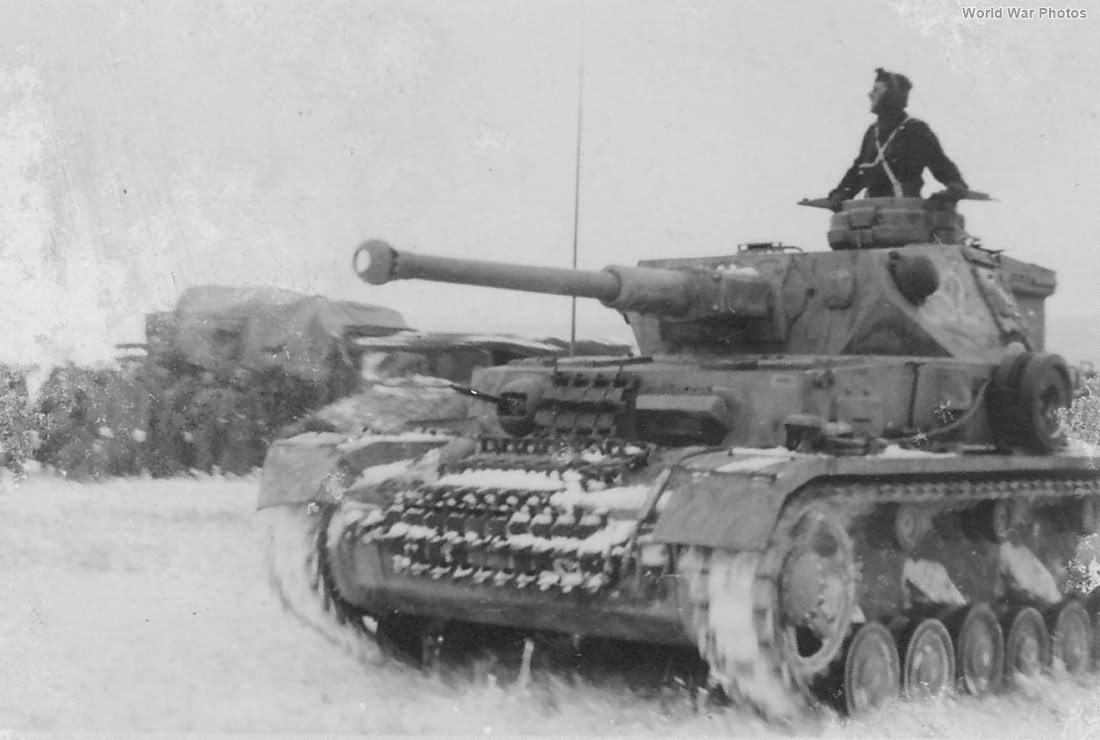
Panzer IV tedesco in azione nell'inverno 1942-43.

Fin dal 12 febbraio l'alto comando tedesco aveva sciolto il Gruppo d'armate B del generale von Weichs, ormai ridotto ad alcune deboli divisioni di fanteria e assegnato il comando di tutto il fronte tedesco centro-meridionale al feldmaresciallo von Manstein nominato al comando del ricreato Gruppo d'armate Sud; l'alto ufficiale era stato impegnato per giorni a cercare di trattenere le punte avanzate sovietiche e riprendere contatto con le truppe del "Distaccamento Lanz" che comprendeva anche le forze in arrivo del II SS-Panzerkorps del generale Paul Hausser in combattimento nell'area di Char'kov. Il feldmaresciallo von Manstein, dopo l'incontro con Hitler del 6 febbraio, era riuscito a ritirare il "Distaccamento Hollidt" sulla linea del Mius e aveva rapidamente schierato alcune Panzerdivision, assegnate alla 1. Panzerarmee del generale von Mackensen di ritorno dal Caucaso, per frenare l'avanzata del "gruppo mobile" del generale Popov in direzione del Mar d'Azov. Tra la 1. Panzerarmee e il "Distaccamento Lanz" tuttavia si apriva un enorme varco quasi privo di truppe tedesche dove stavano avanzando le armate dell'ala destra del Fronte Sud-Occidentale sovietico; il feldmaresciallo von Manstein aveva intenzione di far risalire in quella direzione la 4. Panzerarmee del generale Hoth non solo per sbarrare la strada al nemico, ma per contrattaccare e riprendere l'iniziativa delle operazioni. L'inattesa caduta di Char'kov il 16 febbraio tuttavia sembrò far precipitare la situazione dei tedeschi e allarmò fortemente Hitler che il 17 febbraio si recò personalmente al quartier generale del Gruppo d'armate Sud a Zaporoze per un incontro decisivo.
I colloqui al quartier generale del Gruppo d'armate Sud tra Hitler e il feldmaresciallo von Manstein, con la presenza anche del feldmaresciallo Wilhelm Keitel, del feldmaresciallo von Kleist e dei generali Kurt Zeitzler e Alfred Jodl si prolungarono fino al mattino del 19 febbraio; in una atmosfera di grande tensione, accentuata dalle notizie di carri armati sovietici in avvicinamento a Zaporoze, il Fuhrer inizialmente richiese un contrattacco immediato delle sue truppe scelte del II SS-Panzerkorps direttamente su Char'kov di cui egli richiedeva la riconquista "ad ogni costo". Alla fine il feldmaresciallo von Manstein convinse invece Hitler ad approvare il suo piano che prevedeva in una prima fase un contrattacco a tenaglia da nord e da sud contro il Fronte Sud-occidentale che avanzava verso il Dnepr; in un secondo momento le truppe corazzate tedesche sarebbero risalite a nord e attaccato Char'kov. Secondo l'alto ufficiale tedesco era essenziale, anche per i fattori climatici, attaccare a sud, dove la rasputica (il periodo del disgelo) arrivava prima e solo in un secondo tempo a nord dove il disgelo sarebbe stato più tardivo.
Il feldmaresciallo von Manstein stava già mettendo in esecuzione il suo piano; la 4. Panzerarmee era in movimento per chiudere il varco e posizionarsi tra il "Distaccamento Kempf" (ridenominato dopo la sostituzione del generale Hubert Lanz con il generale Werner Kempf) e la 1. Panzerarmee. Il generale Hoth stava costituendo due raggruppamenti tattici: a nord, nell'area di Krasnograd, con due divisioni meccanizzate del II SS-Panzerkorps del generale Hausser, equipaggiato con quasi 200 mezzi corazzati tra cui alcuni carri pesanti Tiger, e a sud, nella regione a ovest di Krasnoarmejvsk, con le due Panzerdivision del 48º Panzerkorps del generale Otto von Knobelsdorff, equipaggiate con altri 80 carri armati; la 1. Panzerarmee del generale von Mackensen nel frattempo stava raggruppando nel 40º Panzerkorps altre tre Panzerdivision e la Divisione SS "Wiking", con circa 150 mezzi corazzati in totale, per attaccare il "gruppo mobile" del generale Popov. Sulla linea del Mius infine il "Distaccamento Hollidt" stava già contrattaccando con le due deboli Panzerdivision del 57º Panzerkorps per respingere la puntata del Fronte Meridionale del generale Malinovskij a Matveev-Kurgan.
Il 19 febbraio la Divisione SS "Das Reich" aveva già attaccato una divisioni di fucilieri sul fianco destro della 6ª Armata, mentre a sud il 40º Panzerkorps della 1. Panzerarmee dal 18 febbraio aveva iniziato a manovrare sui fianchi del "gruppo mobile" del generale Popov. Nei primi giorni della battaglia i due eserciti erano entrambi all'offensiva e di conseguenza si verificarono una serie di imprevisti e brevi combattimenti di incontro tra piccoli reparti meccanizzati in movimento nel fango e nella neve. La controffensiva delle Panzerdivision del feldmaresciallo von Manstein ebbe inizio il 20 febbraio: a nord la Divisione SS "Das Reich" colpì dalla regione di Krasnograd il fianco sinistro sovietico e in serata raggiunse Novomoskovs'k mettendo in grande difficoltà il 4º Corpo fucilieri; la 6ª Armata si trovò in situazione critica anche a causa dei numerosi attacchi aerei della Luftwaffe che rallentarono lo schieramento del "gruppo mobile" del Fronte. Nonostante questi pericolosi attacchi sul fianco destro della 6ª Armata, la notte del 21 febbraio il generale Vatutin confermò gli ordini direttamente al generale Charitonov: la 6ª Armata doveva raggiungere il Dnepr il 22 febbraio e costituire una testa di ponte vicino Dniprodzeržyns'k; il "gruppo mobile" del Fronte doveva liberare Zaporoze e poi deviare su Melitopol', il fianco destro entro il 23 febbraio doveva avanzare fino a Poltava.

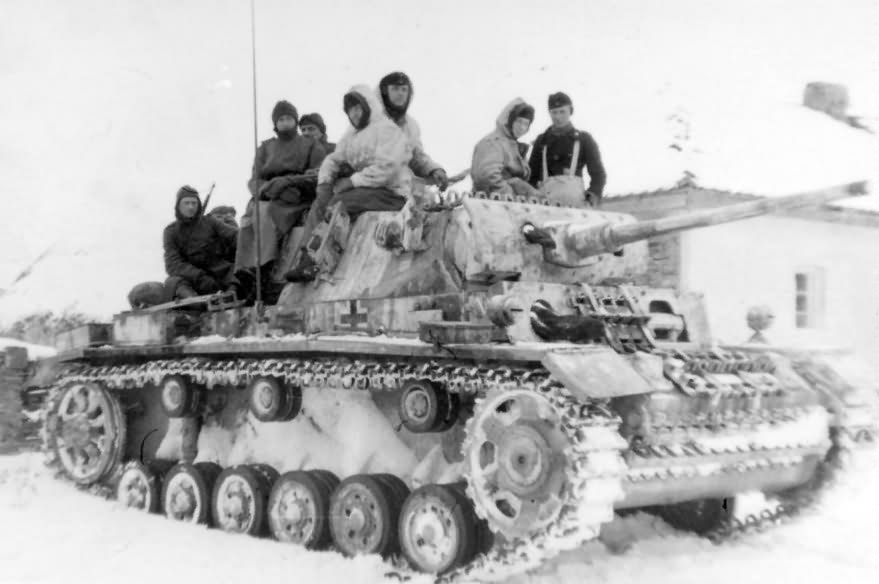
Un carro armato tedesco Panzer III di una Panzerdivision sul fronte orientale.

La notte del 21 febbraio il generale Vatutin ebbe anche una drammatica comunicazione con il generale Popov che richiese l'autorizzazione a battere in ritirata a nord di Krasnoarmejvsk; il "gruppo mobile" aveva subito gli attacchi da tre direzioni del 40º Panzerkorps con la 7. Panzer-Division, la 11. Panzer-Division e la SS "Wiking" e rischiava di essere accerchiato; erano rimasti solo pochissimi mezzi corazzati, il 4º Corpo corazzato della Guardia aveva sei carri armati, il 3º Corpo corazzato dieci, il 18º Corpo corazzato otto e il 10º Corpo corazzato undici; gli aerei della 4. Luftflotte avevano attaccato pesantemente il "gruppo mobile". Il comandante del Fronte Sud-Occidentale respinse bruscamente la richiesta di ritirata che "non corrispondeva alla situazione del momento" e alla "missione offensiva" assegnata; il generale Vatutin ripeté che le forze tedesche stavano coprendo la ritirata generale dal Donbass al Dnepr e sollecitò il generale Popov ad attaccare ancora per tagliare la strada al nemico.
Il 21 febbraio la 6ª Armata quindi tentò di eseguire gli ordini e riprendere l'offensiva ma la sua situazione stava diventando difficile a causa degli attacchi tedeschi sul fianco; solo il 25º Corpo corazzato del generale Pavlov riuscì ad avanzare: aggirò Sinel'nikovo, e proseguì per altri 25 chilometri verso sud-ovest. I carristi del 25º Corpo corazzato non erano a conoscenza della presenza di Hitler a Zaporož'e fino al 19 febbraio, ma ritenevano di avere via libera verso il Dnepr dato che non incontravano forze nemiche; in realtà stavano correndo un grande rischio continuando a spingersi in avanti isolati. Nel frattempo la Divisione SS "Das Reich" continuava ad avanzare con successo; da Novomoskovs'k nel pomeriggio raggiunse Pavlograd dove si scontrò con il 1º Corpo corazzato della Guardia; inoltre stava entrando in azione a nord-est di Novomoskovs'k la potente Divisione SS "Totenkopf", appena arrivata e a pieno organico. La posizione delle forze sovietiche si stava rapidamente deteriorando, in cielo la Luftwaffe aveva preso il controllo della situazione e il 21 e il 22 febbraio eseguì 1000 e 1500 missioni aeree colpendo con efficacia le truppe e le linee di comunicazione del Fronte Sud-Occidentale.
Questi sviluppi negativi della situazione non preoccuparono il generale Vatutin, ma non suscitarono neppure allarme nell'alto comando sovietico, sempre impegnato soprattutto a continuare l'offensiva generale; il 21 febbraio 1943 il vice-capo di stato maggiore parlò con il generale Malinovskij, comandante del Fronte Meridionale schierato sul Mius e lo sollecitò ad attaccare per supportare le operazioni del fianco sinistro del Fronte Sud-Occidentale e affermò che le armate del generale Vatutin stavano "avanzando con un ritmo straordinario".

### Sconfitta e ritirata

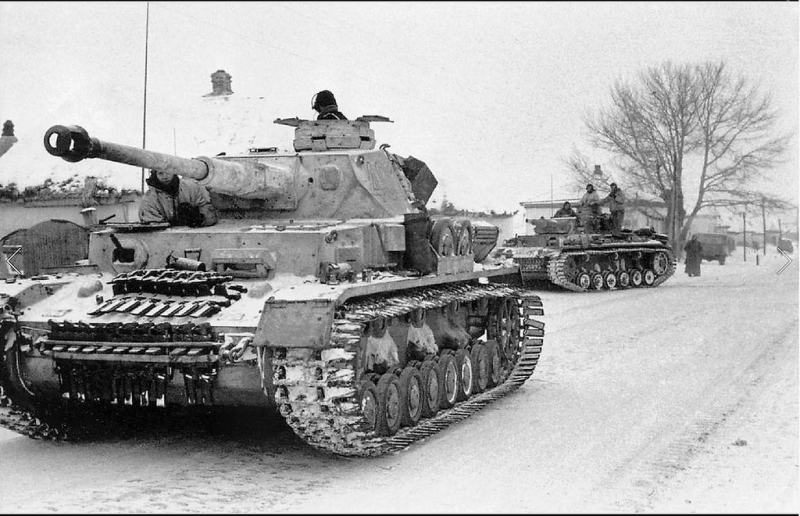
Carri armati tedeschi Panzer IV durante l'inverno 1942-43.

Il 22 febbraio entrarono in azione anche le Panzerdivision del 48º Panzerkorps schierate 35 chilometri a ovest di Krasnoarmejvsk; la 6. Panzer-Division del generale Walther von Hünersdorff e la 17. Panzer-Division del generale Frido von Senger und Etterlin attaccarono da sud il fianco sinistro della 6ª Armata sovietica e avanzarono su Pavlograd per ricercare il collegamento con le divisioni del II SS-Panzerkorps. La situazione dell'ala destra sovietica era veramente critica; violenti scontri erano in corso a nord-est di Pavlograd e intorno a Sinel'nikovo; alcune divisioni di fucilieri erano già accerchiate, mentre altre, senza collegamenti, iniziavano a ripiegare nonostante gli ordini dei comandi che insistevano ancora per attaccare. Il 25º Corpo corazzato invece continuava ad avanzare verso ovest e nel corso della giornata le sue avanguardie giunsero a 20 chilometri da Zaporoze; ma il 25º Corpo corazzato era completamente isolato, distante oltre 100 chilometri dalle forze principali più arretrate, senza collegamenti e senza rifornimenti di munizioni, viveri e carburante, mentre i carri armati tedeschi gli sbarravano la via della ritirata. Il 23 febbraio le Panzerdivision da nord e da sud, il II SS-panzerkorps e il 48º Panzerkorps, riuscirono a congiungersi nella zona di Pavlograd; di conseguenza il 4º Corpo fucilieri e del 1º Corpo corazzato della Guardia dovettero combattere duramente verso nord e nord-est per battere in ritirata, mentre anche il 15º Corpo fuclieri ripiegò precipitosamente verso est.
Il 22 e il 23 febbraio il "gruppo mobile" del generale Popov aveva iniziato la ritirata verso nord abbandonando l'area di Krasnoarmejvsk; i quattro corpi corazzati, che nonostante il recente arrivo di rinforzi disponevano tutti insieme solo di 52 carri armati, di cui 17 carri leggeri, dovettero impegnare continui scontri contro le Panzerdivision del 40º Panzerkorps e solo con grande difficoltà riuscirono a impedire un'irruzione immediata dei tedeschi a Barvenkovo. Il generale Vatutin il 23 febbraio parlò con Stalin, poi in serata chiamò il generale Popov e richiese categoricamente di "arrestare e distruggere i tedeschi nella zona di Barvenkovo". Nella notte del 23-24 febbraio per la prima volta il comandante del Fronte Sud-Occidentale riferì allo Stavka che la situazione era seria sul fianco destro e parlò di circa 400 carri armati tedeschi in movimento verso Pavlograd e Lozovaja; egli riferiva ancora una volta di "ritirata in colonne del gruppo nemico del Donbass", ma comunicava che aveva ordinato alla 1ª Armata della Guardia di costituire una linea difensiva tra Barvenkovo e Lozovaja con il 6º Corpo di fucilieri della Guardia per bloccare l'avanzata tedesca.
Il 24 febbraio, mentre i resti del "gruppo mobile" del generale Popov si univano con il 6º Corpo di fucilieri della Guardia per difendere la linea Barvenkovo-Lozovaja, molte formazioni della 6ª Armata sovietica erano accerchiate e combattevano disperatamente per ripiegare; il 25 febbraio i carri armati della 4. Panzerarmee del generale Hoth avanzarono ancora fino alla periferia ovest e sud di Lozovaja, rastrellando le sacche di soldati sovietici, e solo in questo giorno il 25º Corpo corazzato, isolato e senza carburante, ricevette l'ordine di ritirata verso nord, cosa che cercò di fare a piedi dopo aver abbandonato tutto l'equipaggiamento rimasto. Il generale Vatutin finalmente il 25 febbraio rivelò la gravità della situazione nel suo rapporto allo Stavka; egli riferì che aveva deciso di interrompere l'offensiva e di passare sulla difensiva con l'ala destra. Il comandante del Fronte Sud-Occidentale ammetteva pesanti perdite e chiedeva rinforzi; richiedeva soprattutto con urgenza la fornitura di nuove officine di riparazione per i suoi carri armati; non essendo state fornite abbastanza officine mobili, nelle retrovie i mezzi erano abbandonati. Il generale Vatutin infine richiedeva l'intervento del Fronte di Voronež per aiutare la sua ala destra che era sotto attacco. In realtà il generale Golikov aveva cercato di intervenire in supporto fin dal 21 febbraio, inviando verso sud in direzione di Krasnograd e Merefa, la 69ª Armata del generale Vasilij Kazakov e la 3ª Armata corazzata del generale Pavel Rybalko, ma la manovra non aveva avuto successo; muovendo con lentezza a causa di carenze organizzative e mancanza di mezzi, le due armate erano state fermate entro due giorni dall'intervento della potente Panzergrenadier-Division Großdeutschland, messa a disposizione del "Distaccamento Kempf" per proteggere l'ala sinistra del Gruppo d'armate Sud.

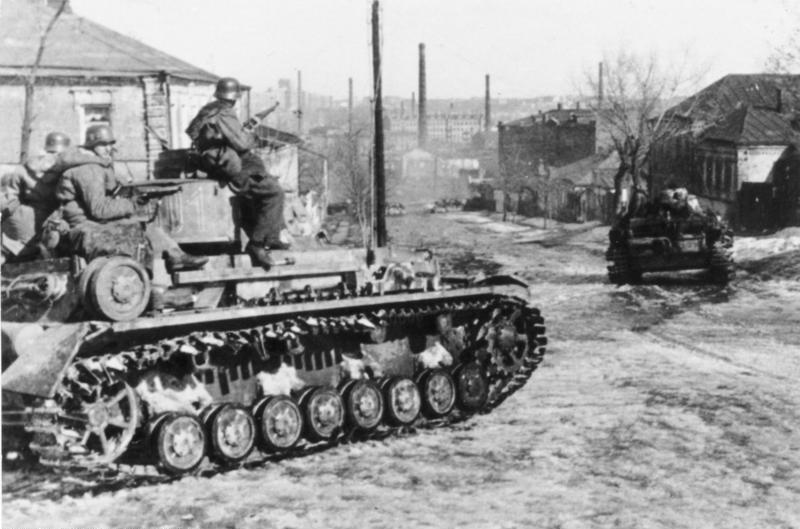
Truppe Waffen-SS durante la controffensiva.

Le nuove disposizioni del generale Vatutin furono tardive ma permisero di controllare almeno in parte la ritirata e consolidare un nuovo schieramento difensivo; i tedeschi nei giorni 26 e 27 febbraio continuarono ad avanzare, due deboli divisioni della 6ª Armata tuttavia difesero ostinatamente per due giorni Lozovaja contro l'attacco della SS "Totenkopf" e della SS "Das Reich", permettendo a molti reparti sovietici dispersi di salvarsi; la sera del 27 Lozovaja venne abbandonata e le truppe ripiegarono in direzione del Donec settentrionale. A Barvenkovo, si concentrarono i resti del "gruppo mobile" del generale Popov e della 1ª Armata della Guardia: questi reparti, tre divisioni di fucilieri, una brigata corrazzata fresca, e i superstiti del 4º Corpo corazzato della Guardia, del 3º , 10º e 18º Corpo corazzato, con 50 carri armati in tutto, respinsero gli attacchi del 40º Panzerkorps con quattro divisioni corazzate, per tutto il 27 e 28 febbraio. Il pomeriggio del 28 febbraio i carri armati tedeschi infine entrarono a Barvenkovo mentre i sovietici si ritiravano verso Izjum. La sera del 28 febbraio il 40º Panzerkorps arrivò al Donec settentrionale; altri reparti tedeschi erano a 25 chilometri da Balaklija, mentre nello stesso giorno cadde anche Slavjansk.

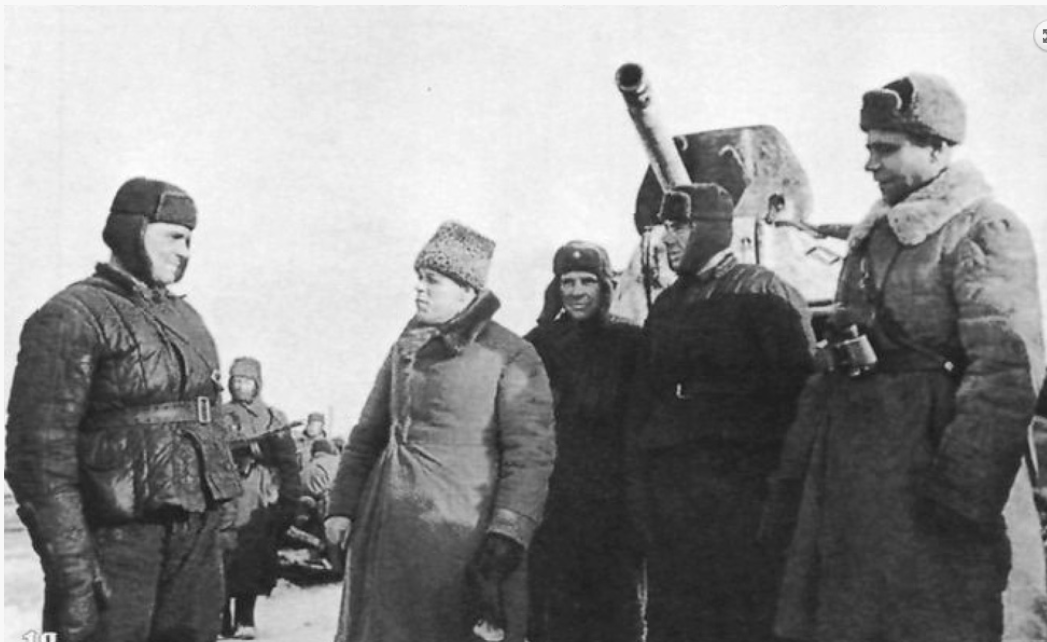
Ufficiali e carristi della 3ª Armata corazzata; secondo da sinistra il generale Pavel Rybalko, comandante dell'armata, ultimo a destra il generale Vasilij Kopcov, comandante del 15º Corpo corazzato, morto in combattimento il 3 marzo 1943.

La sera del 28 febbraio lo Stavka decise, per alleviare la posizione del Fronte Sud-Occidentale e mantenere la coesione della sua ala destra, di assegnare al generale Vatutin la 3ª Armata corazzata del generale Rybalko, appartenente al Fronte di Voronež del generale Golikov, che avrebbe dovuto contrattaccare verso sud in direzione di Krasnograd contro il fianco settentrionale delle forze mobili tedesche che attaccavano la 6ª Armata sovietica. Questo tentativo improvvistato si concluse in pochi giorni con una pesante sconfitta; ancor prima di essere concentrata per la controffensiva sul fianco, l'armata corazzata del generale Rybako, già indebolita dalle precedenti battaglie e ridotta a solo 50 carri armati, venne pesantemente bombardata dagli aerei della Luftwaffe e poi attaccata da sud-ovest dal II SS-Panzerkorps e dal 48º Panzerkorps della 4. Panzerarmee del generale Hoth. 
Il 2 marzo la 3ª Armata corazzata venne praticamente circondata dalle tre divisioni SS "Leibstandarte Adolf Hitler", "Totenkopf" e "Das Reich", tranne il 6º Corpo di cavalleria della Guardia che riuscì a sfuggire. Gli altri reparti dell'armata accerchiati, tre divisioni fucilieri e due corpi corazzati, la notte del 4 marzo cercarono di sfondare e, sotto gli attacchi dei cacciabombardieri tedeschi e dopo combattimenti violentissimi, riuscirono a ritirarsi verso Novaja Vodolaga, ma le perdite furono pesanti: il 12º Corpo corazzato riuscì a ripiegare con ordine mentre il 15º Corpo corazzato venne distrutto dopo essersi battuto fino all'ultimo; il suo comandante, generale Vasilij Kopcov, fu ucciso vicino al posto di comando del II SS-Panzerkorps. 
Mentre si svolgevano questi drammatici combattimenti, la 6ª Armata e la 1ª Armata della Guardia completarono entro il 3 marzo 1943 la ritirata generale oltre il Donec settentrionale tra Andreevka, a nord-ovest di Izjum, e Krasnyj Lyman; il fiume essendo ancora ghiacciato, le truppe sovietiche, compreso il raggruppamento improvvisato che aveva difeso Barvenkovo, poterono passare senza grandi difficoltà e presero posizione sulla riva settentrionale dove riuscirono a costituire finalmente una linea difensiva stabile. I tedeschi riguadagnarono la linea del Donec anche più a sud, dove la 3. Panzerdivision entrò il 3 marzo a Slavjansk, mentre la 19. Panzerdivision riconquistò Lisičansk il 4 marzo 1943.

### Sviluppi successivi

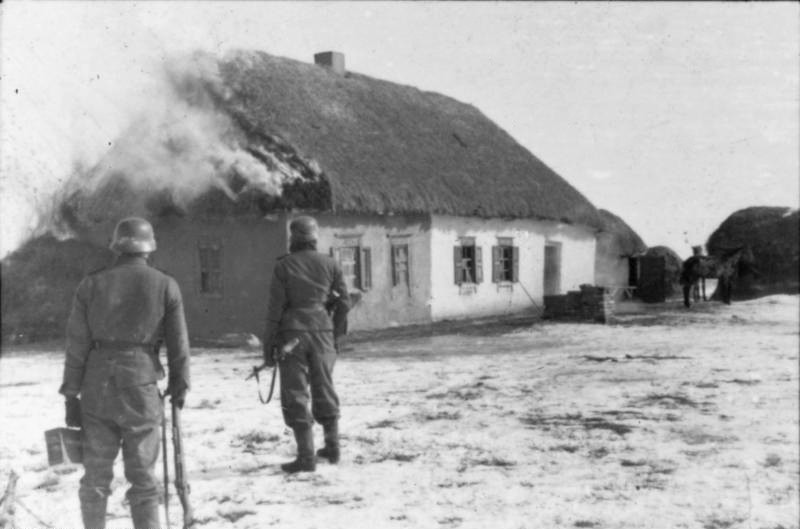
Soldati tedeschi in azione nella neve.

Il Gruppo d'armate Sud-Occidentale aveva ripiegato dietro il Donec la sua ala destra, duramente sconfitta dalla controffensiva tedesca, mentre la sua ala sinistra aveva interrotto gli attacchi nel Donbass; il generale Vatutin aveva fallito la sua missione strategica ed era passato alla difensiva, tuttavia la battaglia nel settore meridionale del Fronte orientale non era affatto finita e la controffensiva del feldmaresciallo von Manstein stava rapidamente entrando nella seconda fase. La ritirata del generale Vatutin scopriva infatti il fianco sinistro del Fronte di Voronež del generale Golikov e offriva ai tedeschi la possibilità di raggiungere ulteriori vittorie e riconquistare importanti territori. Dal 7 marzo 1943 la 4. Panzerarmee del generale Hoth riprese l'offensiva verso nord e in pochi giorni con abili manovre accerchiò i resti della 3ª Armata corazzata sovietica dentro Char'kov; la grande città ucraina, liberata dai sovietici solo un mese prima, venne riconquistata entro il 15 marzo dalle divisioni del II SS-Panzerkorps dopo una violentissima battaglia urbana; le truppe sovietiche superstiti abbandonarono in rotta la città.
Nei giorni seguenti la caduta di Char'kov la controffensiva tedesca continuò ancora con successo, provocando forti preoccupazioni e timori nell'alto comando sovietico, sorpreso dall'inattesa evoluzione della situazione strategica; Stalin parlò di tentativo tedesco di "prendere la rivincita di Stalingrado". Le forze corazzate tedesche effettivamente dopo Char'kov conquistarono il 18 marzo anche Belgorod e sembrarono in grado di proseguire ancora verso Kursk; la perdita di questa città sarebbe stata disastrosa per l'Armata Rossa, mettendo in pericolo il gran numero di armate sovietiche che era schierato nel settore centrale del Fronte orientale, comprese le forze del generale Konstantin Rokossovskij che erano state trasferite da Stalingrado dopo la conclusione della battaglia.
Lo Stavka prese misure di emergenza per evitare la disfatta; vennero inviati sul posto i principali collaboratori militari di Stalin, i marescialli Aleksandr Vasilevskij e Georgij Žukov, e soprattutto arrivarono d'urgenza grandi rinforzi, tra cui alcune armate provenienti da Stalingrado e la 1ª Armata corazzata, inizialmente assegnata al fronte del Volchov. Questi rinforzi fermarono finalmente l'avanzata tedesca poco a nord di Belgorod e sbarrarono la strada per Kursk. Il feldmaresciallo von Manstein in realtà sembra non fosse intenzionato a proseguire ancora la sua controffensiva, a causa dell'insufficienza delle sue forze, del disgelo ormai in corso e anche della scarsa collaborazione del feldmaresciallo Günther von Kluge, comandante del Gruppo d'armate Centro. Il 23 marzo 1943 si arrestarono le grandi battaglie su tutto il Fronte orientale.

## Bilancio e conclusione
La grande offensiva del generale Vatutin si concluse nei primi giorni di marzo 1943 con una sconfitta; svanirono i grandi obiettivi e le speranze di distruggere gran parte dell'esercito tedesco sul Fronte orientale, furono persi di nuovo territori e città che sembravano definitivamente liberate, gran parte della regione industriale e mineraria del Donbass rimase in mano della macchina bellica della Germania nazista. Nella serie di battaglie dell'operazione Galoppo, l'Armata Rossa subì pesanti perdite; secondo il comando tedesco, oltre 30 000 soldati e 615 carri armati; la 6ª Armata era stata quasi distrutta, la 1ª Armata della Guardia era molto indebolita, quattro dei corpi corazzati protagonisti della brillante avanzata iniziale, il 4º Corpo corazzato della Guardia, il 3º, il 10º e il 25º Corpo corazzato, esaurirono tutti i loro mezzi e praticamente furono annientati dalle Panzerdivision tedesche. Il fallimento dell'operazione Galoppo inoltre provocò conseguenze strategiche e mise in estrema difficoltà le armate del generale Golikov che a loro volta subirono a marzo 1943 una pesante sconfitta nella terza battaglia di Char'kov.

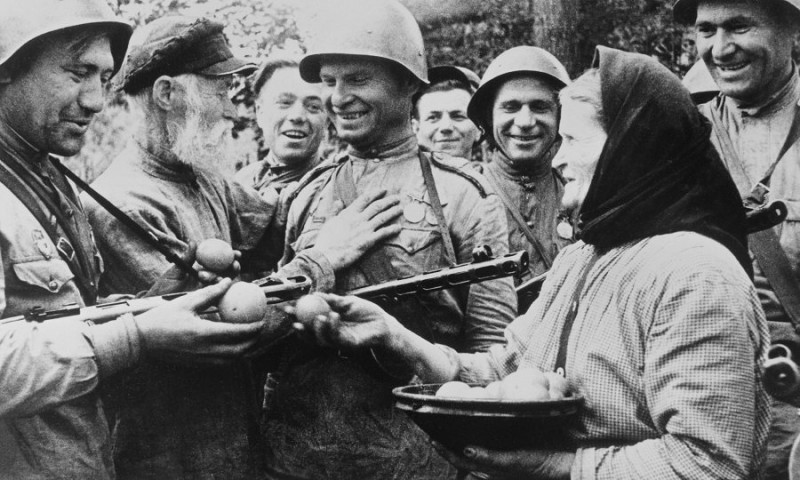
I soldati sovietici vengono accolti dalla popolazione del Donbass nell'estate 1943.

Gli obiettivi assegnati al generale Vatutin erano troppo ambiziosi e irrealizzabili a causa dell'indebolimento progressivo delle formazioni sovietiche che erano in combattimento da molte settimane; inoltre le errate valutazioni del servizio informazioni non permisero di giudicare realisticamente la situazione operativa sul campo e indussero ad un eccessivo ottimismo i generali, convinti di aver ormai infranto la resistenza della Wehrmacht. Non vennero neppure considerate con attenzione le difficoltà che sarebbero sorte dal punto di vista logistico con l'inizio del disgelo primaverile che avrebbe reso quasi impossibile lunghe avanzate con mezzi motorizzati fino e oltre il Dnepr. Bisogna infine considerare gli errori di Stalin e dell'alto comando sovietico; il dittatore probabilmente ritenne che fosse possibile sconfiggere il nemico già prima della fine dell'inverno e cacciarlo dai territori occupati; egli ordinò quindi sempre nuove offensive estese lungho tutto il fronte, disperdendo le forze dell'Armata Rossa; fu un grande sbaglio la decisione di trasferire in fretta le armate veterane del generale Konstantin Rokossovskij, che il 2 febbraio 1943 avevano concluso la battaglia di Stalingrado, nel settore centrale per un'offensiva verso Smolensk; l'assegnazione di queste truppe esperte al settore meridionale per rinforzare il generale Vatutin e il generale Golikov invece avrebbe potuto realmente consentire la realizzazione dei piani dello Stavka. 
Stalin in realtà molto presto divenne più realistico; mentre anche in Occidente si diffondeva l'euforia per le vittorie sovietiche e i capi delle potenze anglosassoni inviavano messaggi di felicitazione per i continui successi dell'Armata Rossa, il dittatore si mantenne sempre molto riservato nella corrispondenza e in pubblico il 23 febbraio 1943, mentre le sue armate avanzavano rapidamente, parlò di "guerra appena cominciata"; egli nel resto della guerra però non diede più fiducia a grandi piani strategici con obiettivi troppo ambiziosi per distruggere la Wehrmacht in un colpo solo; l'Armata Rossa sarebbe avanzata sistematicamente liberando i territori occupati per mezzo di una serie coordinata di offensive scaglionate nello spazio e nel tempo.
Per la Germania il fallimento dell'offensiva del generale Vatutin, portò grande sollievo dopo i reali timori di un crollo del Fronte orientale; inoltre la controffensiva del feldmaresciallo von Manstein sembrò dimostrare le superiori capacità dei generali tedeschi, l'intatta potenza bellica della Wehrmacht e la superiorità delle sue Panzerdivision nella guerra di movimento. La vittoria tra il Donec e il Dnepr inoltre aprì la strada per la successiva riconquista di Char'kov che diede modo a Hitler e alla propaganda di Joseph Goebbels di sollevare il morale in patria, molto scosso dopo Stalingrado. Dal punto di vista strategico la vittoria del feldmaresciallo von Manstein permise alla Germania di mantenere l'occupazione di importanti territori strategici del Donbass e dell'Ucraina orientale che sarebbero stati liberati dai sovietici solo con grande difficoltà nell'autunno 1943. I benefici della vittoria tedesca furono tuttavia solo di breve durata; in estate sarebbe fallita l'offensiva di Kursk e presto sarebbe ripresa quello che Stalin avrebbe denominato "l'espulsione di massa del nemico" dai territori sovietici ancora occupati.